# Krugiodendron ferreum
Krugiodendron ferreum es una especie de arbusto de la familia Rhamnaceae. Se encuentra en el Caribe. Además es una planta medicinal, ayuda a la desintegración de los cálculos renales.

## Descripción
Es un arbusto inermes, que alcanza un tamaño de 3–6 m de alto o usualmente arbolitos de 5–8 m o más altos; plantas hermafroditas. Las hojas son opuestas a subopuestas, las láminas elíptico-ovadas a raramente elíptico-oblongas, de 2.5–5  cm de largo y 2–4 cm de ancho, el ápice adelgazado y mayormente emarginado, la base redondeada, el margen entero, a veces revoluto e irregularmente eroso pero no dentado cuando seco, haz glabra, envés pálido, con tricomas dispersos o agrupados en los nervios; pecíolos  2–3.5 mm de largo; estípulas subuladas, diminutas, caducas. Las inflorescencias son axilares, en cimas semejantes a umbelas con pocas flores, pedúnculos cortos, las flores amarillo-verdosas; cúpula corta, libre del ovario, cubierta con un tejido nectarífero delgado que termina arriba en un margen ondulado en la base de la inserción de los estambres; los sépalos (4–) 5 (–6); pétalos ausentes; ovario 2-locular, óvulo 1 por lóculo, estilo 1, profundamente 2-fido, cada una de las 2 ramas con un diminuto estigma capitado. El fruto ovoide a globoso-ovoide, de 1–1.5 cm de diámetro cuando maduro (raramente visto en especímenes secos), drupáceo con un mesocarpo delgado carnoso y un hueso con la pared relativamente delgada la cual tiene 2 o comúnmente, por aborto, 1 lóculo funcional.

## Distribución y hábitat
Es una especie aparentemente rara que se encuentra en matorrales o bosques subhúmedos, en las zonas norcentral y atlántica; a una altitud de 30–900 m s. n. m., desde los Estados Unidos (sur de Florida) y México hasta Costa Rica, también en las Antillas.

## Taxonomía
Krugiodendron ferreum fue descrito por (Vahl) Urb. y publicado en Symbolae Antillanae seu Fundamenta Florae Indiae Occidentalis 3(2): 314, en el año 1902.
Sinonimia
| - Ceanothus ferreus (Vahl) DC. - Condalia ferrea (Vahl) Griseb. - Krugiodendron ferreum f. continentale Suess. - Myginda integrifolia Poir. - Rhamnidium ferreum (Vahl) Sarg. | - Rhamnus brandegeeana Standl. - Rhamnus ferrea Vahl basónimo - Rhamnus purpusii Brandegee - Scutia ferrea (Vahl) Brongn. - Ziziphus emarginata Sw. |